# مهدي حنتوش
الدكتور مهدي صالح حنتوش، هو أستاذ عراقي في الهندسة وُلد في هيت في لواء الدليم سنة 1921، وتوفي بسبب مضاعفات جراحة في القلب في 14 كانون الثاني 1984.

## سيرته العلمية
أنهى الدراسة الابتدائية في هيت سنة 1933، والدراسة المتوسطة في الرمادي سنة 1936، والدراسة الثانوية في بغداد سنة 1938.
التحق بالبعثة العلمية بالجامعة الامريكية في بيروت فتخرج بدرجة بكلوريوس شرف في الهندسة عام 1942، وحصل على بعثة علمية أخرى في جامعة كاليفورنيا في الولايات المتحدة الأمريكية ونال منها درجة الماجستير في هندسة الري عام 1947، ثـم التحق بجامعة يوتا في الولايات المتحدة الأمريكية فحصل على شهادة الدكتوراه في الهندسة المدنية بتخصص المياه الجوفية.

## سيرته المهنية
عيـن مهندسا في مديرية الري العامة ببغداد بين عامي 1942ـ1944 وأستاذا مساعدا للري والهايدرولوجيا في كلية الهندسة ببغداد 1950ـ1953، 1955ـ1958. وتـولى عمادة كلية الهندسة في جامعة بغداد عام 1956ـ 1958.
كما عمل أستاذا في هندسة المياه الجوفية في جامعة يوتا في الولايات المتحدة الأمريكية عامي 1953ـ1954، ورئيس مهندسي دائرة المياه الجوفية في مؤسسة نيو مكسيكو التكنولوجية في الولايات المتحدة الأمريكية 1954ـ1955، وأستاذ هندسة المياه الجوفية ورئيس دائرة المياه الجوفية في مؤسسة نيو مكسيكو التكنولوجية عام 1958ـ1961 وكذلك فترة 1962ـ1964، وأستاذ الهايدرولوجيا في كلية الهندسة بجامعة بغداد 1961ـ1962.
ومنذ العام 1965 وحتى وفاته في سنه 1984 عمل مستشارا في وزارة الكهرباء والماء لدولة الكويت وأستاذا في كلية الهندسة والبترول في جامعة الكويت.
اختير وزيرا للنفط والمعادن في حكومة عبد الرزاق النايف سنة 1968، لكنه رفض استلام المنصب.

## عضوياته
كانت له عضويات متعددة، منها:
- زميلاً في جمعية المهندسين الأمريكية
- عضو الاتحاد الجيوفيزيقي الأمريكي
- عضوا عاما في جمعية البحوث العلمية الأمريكية
- عضوا في جمعية المهندسين العراقية
- زميلا في الجمعية الأمريكية لتطوير العلوم
- عضوا في جمعية العلوم الرياضية والفيزياوية العراقية
- عضواً عاملاً في المجمع العلمي العراقي عام 1971، واستقال من المجمع العلمي العراقي عام 1977.
- عضواً مراسلاً في مجمع اللغة العربية بدمشق عام 1973

## مشاركاته العلمية
شـارك في عدد من الدورات والمؤتمرات والندوات العلمية منها المؤتمرات السنوية للاتحاد الجيوفيزيقي الأمريكي 1954ـ1965، وحضر عدة مؤتمرات سنوية لجمعية المهندسين الأمريكيين ما بين سنة 1959-1966، ومؤتمرات اتحاد المهندسين العرب، والمؤتمرات العلمية لجامعة الدول العربية، وأوفد للتدريس والتدريب عدة مرات في جامعة يوتا الأمريكية ومؤسسة نيو مكسيكو التكنولوجية.
حصل على جائزة ماينزر سنة 1968.

## مؤلفاته
له بحوث تجاوزت الخمسين، وعدة مؤلفات، منها:
- العلوم عند العرب (بالإنجليزية) مؤسسة نيو مكسيكو التكنولوجية 1955
- تطور هندسة المياه الجوفية عند العرب (بالإنجليزية) مؤسسة نيو مكسيكو التكنولوجية 1959
- الدراسات الحديثة في هندسة المياه الجوفية (بالانكليزية)، 1963
- دراسات في هندسة المياه الجوفية ـ جمعية العلوم العراقية ـ بغداد 1956
- نظرات في هايدرولوجية المياه الجوفية ـ بغداد 1962
- Preliminary quantitative study of the Roswell ground-water reservoir, New Mexico سنة 1957
- Hydraulics of wells، سنة 1964

### مقالات
- Nonsteady flow to flowing wells in leaky aquifers
- Flow of ground water in sands of nonuniform thickness: Part 2. Approximate theory
- Flow of ground water in sands of nonuniform thickness: 3. Flow to wells
- Flow to an eccentric well in a leaky circular aquifer

## عائلته
زوجته هي إقبال الحسيني، وابنه أحمد مهدي حنتوش يعمل حاليا مهندس في دولة الكويت وابنه محمد يعمل بشهادة دكتوراه بنفس مجال والده.
حفيدته ياسمين يونس، اشتهرت بأنها المتحدثة باسم طلاب جامعة بوسطن في احتفال سنة 2018.